# Максимов, Николай Михайлович (адмирал)
Никола́й Миха́йлович Макси́мов (род. 15 мая 1956, Болград, Одесская область, УССР, СССР) — российский военачальник, адмирал (13.12.2010).

## Биография
Окончил Ленинградское Нахимовское военно-морское училище (1971-1973), Высшее военно-морское училище подводного плавания имени Ленинского комсомола (1973-1978), Высшие специальные офицерские классы ВМФ (1985-1986), Военно-морскую академию имени Адмирала Флота Советского Союза Н. Г. Кузнецова с отличием (1993-1995), Военную академию Генерального штаба Вооружённых сил с золотой медалью (1998-2000).
Служил на Северном флоте командиром группы управления, командиром ракетной боевой части, помощником командира (1978-1985), старшим помощником командира (1986-1992), командиром подводной лодки «К-137» «Ленинец» (1992-1993),  «К-18» (1993), заместителем командира (1995-1996) и командиром (1996-1998) 31-й дивизии подводных лодок. Контр-адмирал (9.05.1997).
С 2000 по 2001 год — заместитель командира 7-й оперативной эскадры; с 2001 по 2002 год — начальник штаба 3-й флотилии подводных лодок; с 2002 по 2005 год — командир 12-й эскадры подводных лодок. С 2005 по 2007 год — заместитель командующего Северным флотом. Вице-адмирал (12.12.2003).
После назначения командующего Северным флотом адмирала В. С. Высоцкого Главнокомандующим ВМФ, назначен исполняющим обязанности командующего СФ (12 сентября 2007 года). Утверждён в должности командующего Северным флотом 19 ноября 2007 года.
С 29 марта 2011 года начальник штаба — первый заместитель командующего войсками Западного военного округа.
29 октября 2012 года уволен с военной службы.
С 8 ноября 2012 по 17 мая 2016 года — начальник ВУНЦ ВМФ «Военно-морская академия имени Адмирала Флота Советского Союза Н. Г. Кузнецова».
В декабре 2013 года избран председателем Международной ассоциации общественных организаций ветеранов ВМФ и подводников.
С мая 2016 года — начальник НИИ кораблестроения и вооружения ВМФ.
Кандидат технических наук, участник многих дальних походов на атомных подводных лодках и надводных кораблях.

## Награды
- Орден «За заслуги перед Отечеством» IV степени (21.04.2008[9]),
- Орден «За военные заслуги»,
- Орден «За морские заслуги»,
- Орден «За службу Родине в Вооружённых Силах СССР» III степени,
- Медали СССР и России.

## Семья
Женат, имеет двух сыновей.